# Арсеній (Гейкінен)
Митрополит Арсеній (фін. Metropoliitta Arseni, в миру Йо́рма Ге́йкінен, фін. Jorma Heikkinen; нар. 14 липня 1957, Лапінлагті, Куопіоська губернія) — єпископ Православної церкви Фінляндії, митрополит Куопіо та Карелії (з 2018 року).

## Історія
Народився 14 липня 1957 року в Лапінлагті у Фінляндії у багатодітній (6 дітей) лютеранській родині. Його батько Антті був теслею, а мати Сіркка - домогосподаркою. Закінчив гімназію в Лапінлагті та склав іспити для вступу до університету.
У 1978 році під впливом дружби з православним діячем мистецтва Іна Колліандера перейшов з євангелічно-лютеранської церкви до православ'я.
У 1979-1983 роках навчався у православній семінарії в Куопіо, де отримав ступінь магістра богослов'я.
28 лютого 1985 року виконувачем обов'язків ректора Ленінградської духовної академії архімандритом Мануїлом (Павловим) був пострижений у чернецтво з ім'ям Арсеній на честь преподобного Арсенія Коневського і пізніше хіротонізований до ієродиякона. У 1986 році  архієпископом Карельським Павлом (Олмарі) хіротонізований до ієромонаха.
У 1988 році закінчив Ленінградську духовну академію зі ступенем кандидата богослов'я та богословський факультет Афінського університету.
З 1986 до 1992 року був заступником настоятеля Ново-Валаамського монастиря.
У 1997 році архієпископом Карельським і Фінляндським Іоанном (Рінне) був зведений у сан архімандрита.

## Єпископське служіння
У жовтні 2004 року на Церковному соборі був обраний для висвячення в сан єпископа Йоенсуу, вікарія Карельської єпархії .
23 січня 2005 року, в Микільському соборі в Куопіо відбулася його архієрейська хіротонія.
Одним із обов'язків єпископа Арсенія, як вікарного єпископа Карельської єпархії, є духовна допомога іммігрантам, які прибули до Фінляндії на постійне місце проживання.
Єпископ Арсеній відомий також як іконописець і знавець православної іконографії. Він опублікував низку статей та монографій про православні ікони та техніки іконопису.
9 листопада 2011 року по 22 листопада 2012 року у зв'язку з усуненням від виконання обов'язків настоятеля Ново-Валаамського монастиря архімандрита Сергія (Раяполві) єпископа Арсенія було призначено тимчасовим управителем обителі.
З 1 червня 2013 року у зв'язку з відходом на спокій єпископа Пантелеймона приступив до виконання обов'язків митрополита Оулу.
29 листопада 2018 року на Соборі Фінляндської архієпископії був обраний на катедру митрополії Куопіо та Карелії. 17 лютого 2019 року в Микольському соборі міста Куопіо відбувся чин його інтронізації.